# Phó Tổng tham mưu trưởng Quân đội nhân dân Việt Nam
Phó Tổng tham mưu trưởng Quân đội nhân dân Việt Nam  là một chức vụ cao cấp trong Quân đội nhân dân Việt Nam, đứng thứ hai trong Bộ Tổng tham mưu sau Tổng tham mưu trưởng có chức trách giúp Tổng tham mưu trưởng tổ chức lực lượng, chỉ huy và điều hành các hoạt động quân sự quân đội.
Đảm nhận chức vụ Phó Tổng tham mưu trưởng Quân đội nhân dân Việt Nam thường là một sĩ quan cao cấp mang hàm từ Thiếu tướng đến Thượng tướng. Căn cứ theo điều 25 được sửa đổi, bổ sung của Luật Sửa đổi, Bổ sung một số Điều của Luật Sĩ quan Quân đội nhân dân Việt Nam, số 19/2008/QH12 ngày 03-06-2008 thì chức vụ Phó Tổng tham mưu trưởng Quân đội nhân dân Việt Nam do Thủ tướng Chính phủ bổ nhiệm. Theo Luật Sửa đổi, bổ sung một số điều của Luật Sĩ quan Quân đội nhân dân số 72/2014/QH13 của Quốc hội thông qua ngày 27/11/2014 thì Phó Tổng tham mưu trưởng có quân hàm Thượng tướng không được quá 03 người.

## Tiêu chuẩn chức danh
Theo Quy định số 89-QĐ/TW ngày 19 tháng 12 năm 2017 của Ban Chấp hành Trung ương Đảng, tại Phụ lục 1, Mục II, Tiểu mục 3 và tại Điều 5, Điều 13 thì chức danh Phó Tổng Tham mưu trưởng có thời hạn giữ chức vụ là 5 năm và thuộc diện thẩm quyền Ban Bí thư quản lý, đánh giá, bố trí, giới thiệu ứng cử, chỉ định; quy hoạch, đào tạo, bồi dưỡng; điều động, luân chuyển, bổ nhiệm, miễn nhiệm, cho thôi giữ chức, đình chỉ chức vụ; khen thưởng, kỷ luật.
Theo Luật Sĩ quan Quân đội nhân dân Việt Nam sửa đổi, bổ sung năm 2014 tại Điều 15 thì chức vụ Phó Tổng Tham mưu trưởng có cấp bậc quân hàm cao nhất là Thượng tướng. Tại Điều 25, thẩm quyền quyết định đối với sĩ quan thì Thủ tướng Chính phủ có quyền bổ nhiệm, miễn nhiệm, cách chức Phó Tổng Tham mưu trưởng theo sự đề nghị của Bộ trưởng Bộ Quốc phòng.
Theo Luật Tổ chức Chính phủ năm 2015, tại Điều 38 quy định số lượng Phó Tổng Tham mưu trưởng là không quá 05. Các đồng chí giữ chức vụ Phó Tổng Tham mưu trưởng giữ các chức danh bên Đảng đó là Ủy viên Trung ương Đảng, Ủy viên Quân ủy Trung ương.
Theo Quy định số 89-QĐ/TW ngày 4 tháng 8 năm 2017 và Quy định số 90-QĐ/TW ngày 4 tháng 8 năm 2017 của Ban Chấp hành Trung ương Đảng thì tiêu chuẩn chung của chức danh Phó Tổng Tham mưu trưởng bao gồmː
1. Về chính trị tư tưởngː Trung thành với Tổ quốc, Đảng, Nhà nước. Lập trường bản lĩnh chính trị vững vàng.[7]
2. Về đạo đức, lối sốngː Mẫu mực, trung thực, khiêm tốn, chân thành, cần, kiệm, liêm chính, chí công vô tư.[7]
3. Về trình độː Tốt nghiệp đại học trở lên (chuyên về lĩnh vực quân sự) [7]
4. Về năng lực và uy tínː Có tư duy đổi mới, tầm nhìn chiến lược; phương pháp làm việc khoa học; nhạy bén chính trị; có năng lực cụ thể hóa và lãnh đạo, chỉ đạo, tổ chức thực hiện có hiệu quả. Là hạt nhân quy tụ được cán bộ, đảng viên, quần chúng nhân dân tin tưởng, tín nhiệm cao.[7]
5. Sức khỏe, độ tuổi và kinh nghiệmː Đủ sức khỏe, đã kinh qua và hoàn thành tốt chức trách, nhiệm vụ của chức danh lãnh đạo, quản lý chủ chốt cấp dưới trực tiếp ở đây; có nhiều kinh nghiệm thực tiễn. Theo quy định của Đảng, độ tuổi bổ nhiệm từ 30 tuổi và không quá 60 tuổi. [7]
6. Về quân hàm: từ Thiếu tướng Quân đội hoặc Chuẩn Đô đốc trở lên. [7]

Theo Nghị quyết số 26-NQ/TW ngày 19/5/2018 tại phần III, mục 2 có quy định cán bộ lãnh đạo chủ chốt cấp trên phải kinh qua vị trí chủ chốt cấp dưới. Cơ cấu tổ chức của Bộ Quốc phòng gồm có Bộ Tổng Tham mưu, Tổng cục Chính trị, các Quân khu, các Quân chủng, các Tổng cục, Bộ đội Biên phòng, Cảnh sát biển, như vậy để được bổ nhiệm chức danh Phó Tổng Tham mưu trưởng thì phải kinh qua cấp dưới chủ chốt trực tiếp hay từng giữ các chức vụ đó là Tư lệnh Quân khu, Tư lệnh Quân đoàn, Tư lệnh Quân chủng, Phó Tư lệnh kiêm Tham mưu trưởng Quân chủng, Tư lệnh Bộ đội Biên phòng, Tư lệnh Cảnh sát biển, Chủ nhiệm Tổng cục.

### Tiêu chuẩn riêng đối với mỗi vị trí Phó Tổng tham mưu trưởng
- Phó Tổng tham mưu trưởng là Bí thư Đảng ủy cơ quan Bộ Tổng Tham mưu
  - Từng giữ chức Tư lệnh Quân khu
  - Cấp bậc quân hàm: Trung tướng hoặc Thượng tướng
- Phó Tổng tham mưu trưởng phụ trách Tác chiến, Cứu hộ, Cơ yếu
  - Từng giữ chức Tư lệnh Quân khu
  - Cấp bậc quân hàm: Trung tướng hoặc Thượng tướng
- Phó Tổng tham mưu trưởng phụ trách Hải quân, Cảnh sát biển
  - Từng giữ một trong hai chức vụ: Tư lệnh  hoặc  Phó Tư lệnh Quân chủng Hải quân , Tư lệnh Cảnh sát biển
  - Cấp bậc quân hàm : Chuẩn Đô đốc , Trung tướng ( Phó đô đốc ) . Thượng tướng  hoặc  Đô đốc nếu kiêm Tư Lệnh Quân chủng Hải quân
- Phó Tổng tham mưu trưởng phụ trách Phòng không - Không quân
  - Từng giữ một trong các chức vụ: Tư lệnh Quân chủng Phòng không - Không quân, Phó Tư lệnh Quân chủng Phòng không - Không quân
  - Cấp bậc quân hàm: Trung tướng PK - KQ hoặc Thượng tướng
- Phó Tổng tham mưu trưởng phụ trách Dân quân tự vệ, Quân lực
  - Từng giữ một trong các chức vụ: Tư lệnh Quân khu, Tư lệnh Quân đoàn hoặc Cục trưởng
  - Cấp bậc quân hàm: Trung tướng , Thượng tướng
- Phó Tổng tham mưu trưởng phụ trách Huấn luyện, Nhà trường
  - Từng giữ chức Tư lệnh Quân khu
  - Cấp bậc quân hàm: Trung tướng

## Phó Tổng tham mưu trưởng qua các thời kỳ
| Họ tên Năm sinh-năm mất        | Thời gian đảm nhiệm | Cấp bậc tại nhiệm                                         | Quân chủng             | Chức vụ cao nhất                                                                                   | Ghi chú                                        |
| ------------------------------ | ------------------- | --------------------------------------------------------- | ---------------------- | -------------------------------------------------------------------------------------------------- | ---------------------------------------------- |
| Đào Văn Trường (1918-2017)     | 1950-?              | Đại tá                                                    | Lục quân               | Phó tổng Tham mưu trưởng kiêm Cục trưởng Cục Tác chiến.                                            |                                                |
| Hoàng Văn Thái (1915-1986)     | 1954-1966           | Trung tướng (1959) Thượng tướng (1974) Đại tướng (1980)   | Lục quân               | Tổng tham mưu trưởng đầu tiên (1945-1953) Thứ trưởng Bộ Quốc phòng (1975-1980)                     | Huân chương Sao Vàng - Huân chương Hồ Chí Minh |
| Nguyễn Chánh (1914-1957)       | 1954-1957           | Trung tướng                                               | Lục quân               | | Huân chương Sao vàng                           |
| Trần Quý Hai (1913-1985)       | 1955-1978           | Trung tướng (1974)                                        | Lục quân               | Trưởng ban Ban Cơ yếu Trung ương (1978-1985)                                                       |                                                |
| Trần Văn Trà (1919-1996)       | 1955-1962           | Trung tướng (1959) Thượng tướng (1974)                    | Lục quân               | Thứ trưởng Bộ Quốc phòng (1978-1982) Phó chủ tịch Hội cựu Chiến Binh Việt Nam (1992 -1996)         |                                                |
| Nguyễn Văn Vịnh (1918-1978)    | 1959-1969           | Trung tướng (1959)                                        | Lục quân               | Thứ trưởng Bộ Quốc phòng Chủ nhiệm Ủy ban Thống nhất Trung ương                                    |                                                |
| Lê Trọng Tấn (1914-1986)       | 1961-1969 1970-1979 | Đại tướng (1984)                                          | Lục quân               | Tổng tham mưu trưởng (1978-1986) Thứ trưởng Bộ Quốc phòng                                          |                                                |
| Lê Đức Anh (1920-2019)         | 1963-1964           | Đại tá (1958) Đại tướng (1984)                            | Lục quân               | Chủ tịch nước (1992-1997)                                                                          |                                                |
| Đồng Sĩ Nguyên (1923-2019)     | 1964-1965           | Đại tá Trung tướng (1974)                                 | Lục quân               | Phó Chủ tịch Hội đồng Bộ trưởng (1986-1991)                                                        |                                                |
| Vương Thừa Vũ (1910-1980)      | 1964-1980           | Thiếu tướng (1954) Trung tướng (1974)                     | Lục quân               | |                                                |
| Trần Sâm (1918-2009)           | 1965-1974 1975-1976 | Trung tướng (1974) Thượng tướng (1986)                    | Lục quân               | Thứ trưởng Bộ Quốc phòng (1982-1990)                                                               |                                                |
| Phùng Thế Tài (1920-2014)      | 1967-1987           | Trung tướng (1980) Thượng tướng (1986)                    | Phòng không-Không quân | |                                                |
| Cao Văn Khánh (1917-1980)      | 1974-1980           | Thiếu tướng (1974) Trung tướng (1980)                     | Lục quân               | |                                                |
| Lê Ngọc Hiền (1928-2006)       | 1974-1975           | Thiếu tướng (1974) Trung tướng (1980) Thượng tướng (1986) | Lục quân               | |                                                |
| Trần Văn Quang (1917-2013)     | 1974-1978           | Trung tướng (1974) Thượng tướng (1984)                    | Lục quân               | Thứ trưởng Bộ Quốc phòng (1981-1992) Chủ tịch Hội Cựu chiến binh Việt Nam (1992-2002)              |                                                |
| Giáp Văn Cương (1921-1990)     | 1974-1977           | Thiếu tướng (1974) Đô đốc (1988)                          | Hải quân               | Tư lệnh Quân chủng Hải quân (1977-1990)                                                            |                                                |
| Doãn Tuế (1917-1995)           | 1978-1988           | Thiếu tướng (1974) Trung tướng (1984)                     | Lục quân               | |                                                |
| Đặng Kinh (1922-2019)          | 1978-1988           | Thiếu tướng (1974) Trung tướng (1982)                     | Lục quân               | |                                                |
| Nguyễn Thế Bôn (1926-2009)     | 1982-1997           | Trung tướng (1984)                                        | Lục quân               | |                                                |
| Đỗ Văn Đức (1925-2013)         | 1982-1995           | Thiếu tướng (1980) Trung tướng (1986)                     | Lục quân               | |                                                |
| Đào Đình Luyện (1929-1999)     | 1986-1989           | Trung tướng (1983) Thượng tướng (1988)                    | Phòng không-Không quân | Tổng tham mưu trưởng (1991-1995) Thứ trưởng Bộ Quốc phòng                                          |                                                |
| Nguyễn Chơn (1927-2015)        | 1987-1994           | Thượng tướng (1988)                                       | Lục quân               | Thứ trưởng Bộ Quốc phòng (1987-1994)                                                               |                                                |
| Trần Hanh (1932-2024)          | 1989-1996           | Trung tướng (1988)                                        | Phòng không-Không quân | Thứ trưởng Bộ Quốc phòng (1996-2000) Chủ tịch, Tổng thư ký Hội Cựu chiến binh Việt Nam (2007-2012) |                                                |
| Nguyễn Thới Bưng (1927-2014)   | 1989-1992           | Trung tướng (1988)                                        | Lục quân               | Thứ trưởng Bộ Quốc phòng (1992-1997)                                                               |                                                |
| Phạm Văn Trà (1935-)           | 1993-1995           | Trung tướng (1995) Thượng tướng (1999) Đại tướng (2003)   | Lục quân               | Tổng tham mưu trưởng (1995-1997) Bộ trưởng Bộ Quốc phòng (1997-2006)                               |                                                |
| Nguyễn Văn Rinh (1942-)        | 1995-1998           | Trung tướng (1996) Thượng tướng (2004)                    | Lục quân               | Thứ trưởng Bộ Quốc phòng (1999-2007)                                                               |                                                |
| Nguyễn Huy Hiệu (1947-)        | 1995-1998           | Trung tướng (1995) Thượng tướng (2003)                    | Lục quân               | Thứ trưởng Bộ Quốc phòng (1998-2011)                                                               |                                                |
| Đào Trọng Lịch (1939-1998)     | 1997-1997           | Trung tướng (1998)                                        | Lục quân               | Tổng tham mưu trưởng (1997-1998) Thứ trưởng Bộ Quốc phòng                                          |                                                |
| Đỗ Trung Dương (1946-)         | 1999-2006           | Trung tướng (1999)                                        | Lục quân               | |                                                |
| Lê Hải Anh (1945-2016)         | 1998-2003           | Trung tướng (1999)                                        | Lục quân               | |                                                |
| Nguyễn Đăng Luyện (1947-)      | 1998-2008           | Trung tướng (2004)                                        | Lục quân               | |                                                |
| Phạm Hồng Lợi (1950-)          | 2002-2010           | Trung tướng (2003)                                        | Lục quân               | |                                                |
| Nguyễn Đức Soát (1946-)        | 2002-2008           | Trung tướng (1999)                                        | Phòng không-Không quân | |                                                |
| Nguyễn Hữu Khảm (1950-)        | 2002-2010           | Trung tướng (2004)                                        | Lục quân               | |                                                |
| Nguyễn Khắc Nghiên (1951-2010) | 2004-2006           | Trung tướng (2002) Thượng tướng (2007)                    | Lục quân               | Tổng tham mưu trưởng (2006-2010) Thứ trưởng Bộ Quốc phòng                                          |                                                |
| Nguyễn Năng Nguyễn (1949-)     | 2004-2009           | Trung tướng (2004)                                        | Lục quân               | |                                                |
| Hoàng Kỳ (1946-)               | 2005-2008           | Trung tướng (2000)                                        | Lục quân               | |                                                |
| Trần Quang Khuê (1950-)        | 2008-2012           | Trung tướng (2008)                                        | Hải quân               | |                                                |
| Nguyễn Song Phi (1952-)        | 2008-2012           | Trung tướng (2007)                                        | Lục quân               | |                                                |
| Phạm Xuân Hùng (1953-)         | 2008-2016           | Trung tướng (2006) Thượng tướng (2014)                    | Lục quân               | |                                                |
| Nguyễn Quốc Khánh (1956-)      | 2009-2016           | Trung tướng (2008)                                        | Lục quân               | |                                                |
| Nguyễn Văn Thành (1951-)       | 2010-2011           | Trung tướng (2010)                                        | Lục quân               | |                                                |
| Nguyễn Trung Thu (1954-)       | 2010-2014           | Trung tướng (2007)                                        | Lục quân               | |                                                |
| Võ Văn Tuấn (1957-)            | 2011-2017           | Trung tướng (2011) Thượng tướng (2016)                    | Phòng không-Không quân | |                                                |
| Phan Văn Giang (1960-)         | 2011-2014           | Trung tướng (2013) Thượng tướng (2017) Đại tướng (2021)   | Lục quân               | Tổng tham mưu trưởng (2016-2021) Bộ trưởng Bộ Quốc phòng Việt Nam (2021-nay)                       |                                                |
| Bế Xuân Trường (1957-)         | 2014-2015           | Trung tướng (2011) Thượng tướng (2015)                    | Lục quân               | Thứ trưởng Bộ Quốc phòng (2015-2021)                                                               |                                                |
| Phạm Ngọc Minh (1959-)         | 2014-2019           | Phó Đô đốc (2012) Thượng tướng (2016)                     | Hải quân               | |                                                |
| Lê Chiêm (1958-)               | 2015-2015           | Trung tướng (2012) Thượng tướng (2016)                    | Lục quân               | Thứ trưởng Bộ Quốc phòng (2015-2021)                                                               |                                                |
| Phạm Hồng Hương (1959-)        | 2015-2019           | Trung tướng (2014) Thượng tướng (2018)                    | Lục quân               | |                                                |
| Nguyễn Phương Nam (1957-)      | 2015-2021           | Thượng tướng (2016)                                       | Lục quân               | |                                                |
| Ngô Minh Tiến (1962-)          | 2018-2022           | Trung tướng (2019) Thượng tướng (2022)                    | Lục quân               | |                                                |
| Nguyễn Tân Cương (1966-)       | 2018-2019           | Trung tướng (2016) Thượng tướng (2021) Đại tướng (2024)   | Lục quân               | Thứ trưởng Bộ Quốc phòng (2019-) Tổng tham mưu trưởng (2021-)                                      |                                                |
| Phùng Sĩ Tấn (1966-)           | 2019-nay            | Trung tướng (2019) Thượng tướng (2022)                    | Lục quân               | |                                                |
| Nguyễn Trọng Bình (1965-)      | 2019-nay            | Chuẩn Đô đốc (2016) Trung tướng (2020)                    | Hải quân               | |                                                |
| Lê Huy Vịnh (1961-)            | 2019-2020           | Trung tướng (2015) Thượng tướng (2020)                    | Phòng không-Không quân | Thứ trưởng Bộ Quốc phòng (2020-nay)                                                                |                                                |
| Nguyễn Văn Nghĩa (1964-)       | 2019-nay            | Trung tướng (2019) Thượng tướng (2023)                    | Lục quân               | |                                                |
| Huỳnh Chiến Thắng (1965-)      | 2020-nay            | Trung tướng (2019) Thượng tướng (2022)                    | Lục quân               | Ủy viên Trung ương Đảng khoá XIII, Ủy viên Quân ủy Trung ương                                      |                                                |
| Phạm Trường Sơn (1967-)        | 2022-nay            | Thiếu tướng (2019) Trung tướng (2023) Thượng tướng (2025) | Phòng không-Không quân | |                                                |
| Nguyễn Doãn Anh (1967-)        | 2022-2024           | Trung tướng (2019) Thượng tướng (2024)                    | Lục quân               | Ủy viên Trung ương Đảng khoá XIII, Ủy viên Quân ủy Trung ương                                      |                                                |
| Thái Đại Ngọc (1966-)          | 2025-nay            | Trung tướng (2020) Thượng tướng (2025)                    | Lục quân               | Ủy viên Trung ương Đảng khoá XIII, Ủy viên Quân ủy Trung ương                                      |                                                |
| Nguyễn Quang Ngọc (1968-)      | 2025-nay            | Trung tướng (2021) Thượng tướng (2025)                    | Lục quân               | Ủy viên Trung ương Đảng khoá XIII, Ủy viên Quân ủy Trung ương                                      |                                                |
| Nguyễn Bá Lực (1970-)          | 2025-nay            | Thiếu tướng (2024)                                        | Lục quân               | |                                                |